# Matěj Helešic
Matěj Helešic (* 12. listopadu 1996, Ostrava) je český profesionální fotbalista, který hraje na pozici levého obránce či záložníka za český klub SFC Opava. Je také bývalý český mládežnický reprezentant.

## Klubová kariéra
Matěj Helešic je odchovancem Baníku Ostrava. V 1. české lize debutoval 18. 4. 2015 proti 1. FC Slovácko (prohra 0:2). Podzimní část sezony 2017/18 hostoval v Dynamu České Budějovice.

### FK Dukla Praha (hostování)
V zimě 2024 přišel na půlroční hostování na Julisku. Za Duklu vstřelil jednu branku a pomohl jí vyhrát titul ve F:NL.

### SFC Opava (hostování)
Do Opavy se po dvou letech vrátil na roční hostování dne 26. června 2024. V Opavě byl nejvytíženějším hráčem, když nastoupil do 29 utkání.

### SFC Opava (návrat)
Po sezoně, kdy byl jednou z opor opavského celku, podepsal v červnu 2025 dvouletou smlouvu.

## Reprezentační kariéra
Nastupoval za českou reprezentaci do 18 let. V roce 2015 se stal členem české reprezentace U19. 5. září 2015 debutoval v české reprezentaci do 20 let v zápase proti Anglii (porážka 0:5).